# Hidatidosis
La hidatidosis, equinococosis o quiste hidatídico es una enfermedad parasitaria grave provocada por los gusanos de la clase de los cestodos del filo de los platelmintos, un gran grupo de invertebrados con muchas especies parásitas tanto en fase larvaria como adulta. Esta enfermedad está provocada en seres humanos y ciertos animales (usualmente ovejas) por larvas de Echinococcus granulosus, a menudo debido a la ingesta de alimentos contaminados con excremento de perro. Puede afectar a animales, tanto salvajes como domésticos, e incluso al ser humano. Es la enfermedad parasitaria más importante en los países de clima templado y en algunos casos el resultado puede ser mortal.

## Desarrollo de la enfermedad

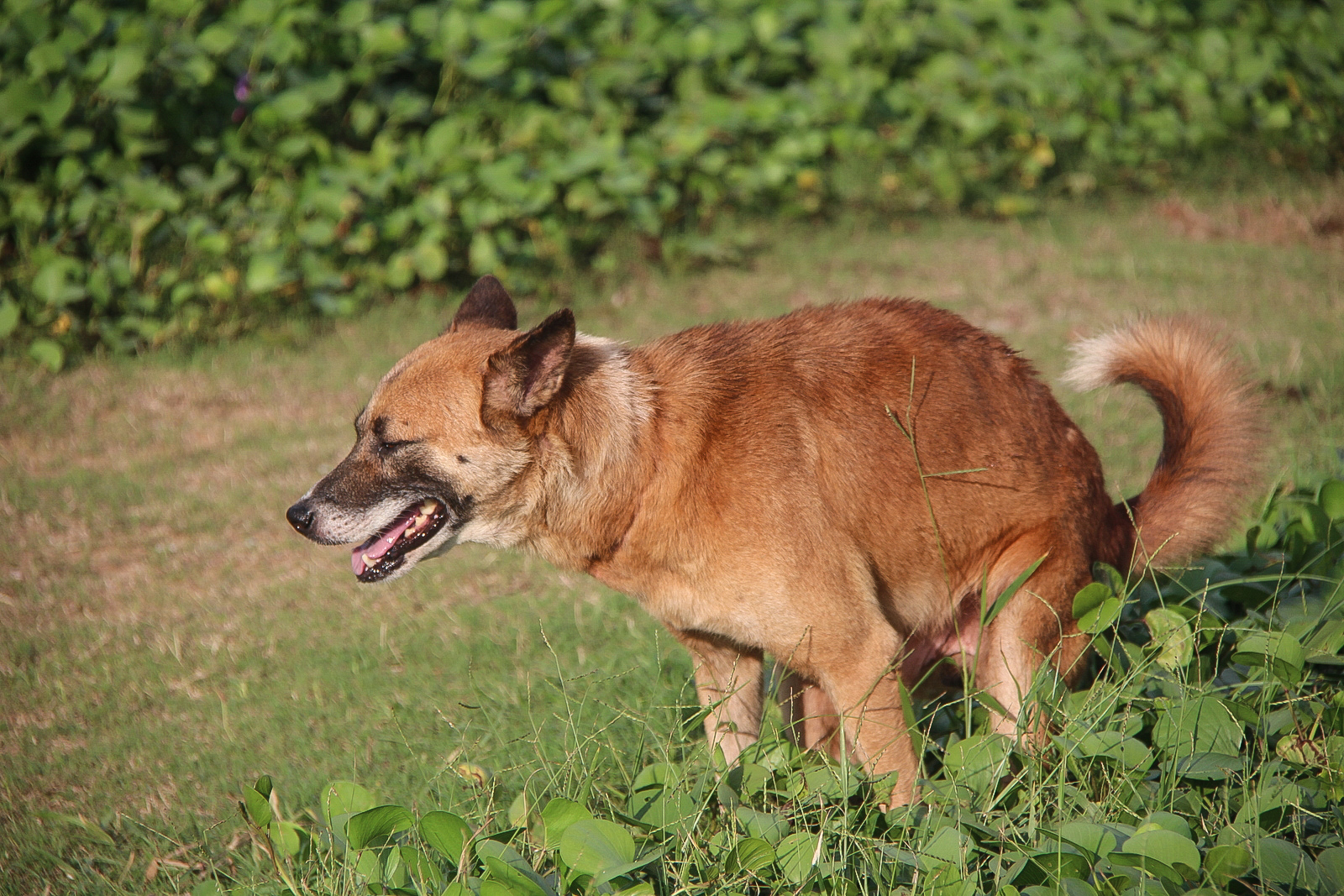
El perro constituye el principal hospedador definitivo del peligroso parásito y libera el elemento infestante (huevos) con sus excrementos.

La hidatidosis, como cualquier infestación parasitaria, sigue un ciclo relativamente complejo. En primer lugar, necesita de dos huéspedes, un hospedador definitivo, el que posee la tenia o gusano en estado adulto, y uno intermediario donde se desarrolla la tenia en estado de larva (quiste hidatídico). Este es el causante de la enfermedad hidatidosis de los humanos, más conocida como quiste hidatídico o hidático. Los huéspedes definitivos son los cánidos (generalmente el perro), mientras que pueden actuar como huéspedes intermediarios varias especies de herbívoros y omnívoros, entre ellos el hombre. Las heces de los huéspedes definitivos juegan un papel fundamental para la expansión de la enfermedad, constituyendo el enlace entre los afectados por parásitos adultos que ya han puesto sus huevos, y los huéspedes intermediarios, portadores de las larvas.
Los huevos eclosionan en el interior del tubo digestivo, más específicamente en el duodeno, del huésped intermediario y liberan las oncosferas que traspasan la barrera intestinal y se difunden a través de la corriente sanguínea hasta que se alojan en el hígado, el aparato respiratorio/pulmones, los riñones, huesos y encéfalo del animal afectado, formando la forma larvaria o quistes en los que se multiplican miles de parásitos. El desarrollo de estos no se completa hasta que el animal muere y son devoradas o comidas sus vísceras por su huésped definitivo, en cuyo organismo completan su desarrollo biológico en forma de tenia.
El ser humano es un huésped intermediario accidental en el ciclo reproductivo de esta tenia, dado que no suele ser alimento de carnívoros, en tanto la oveja es la fuente de infestación para los perros y lobos en zonas rurales de climas templados.

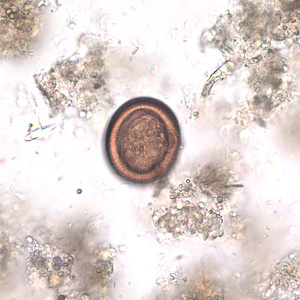
Huevo (también denominado embrióforo)
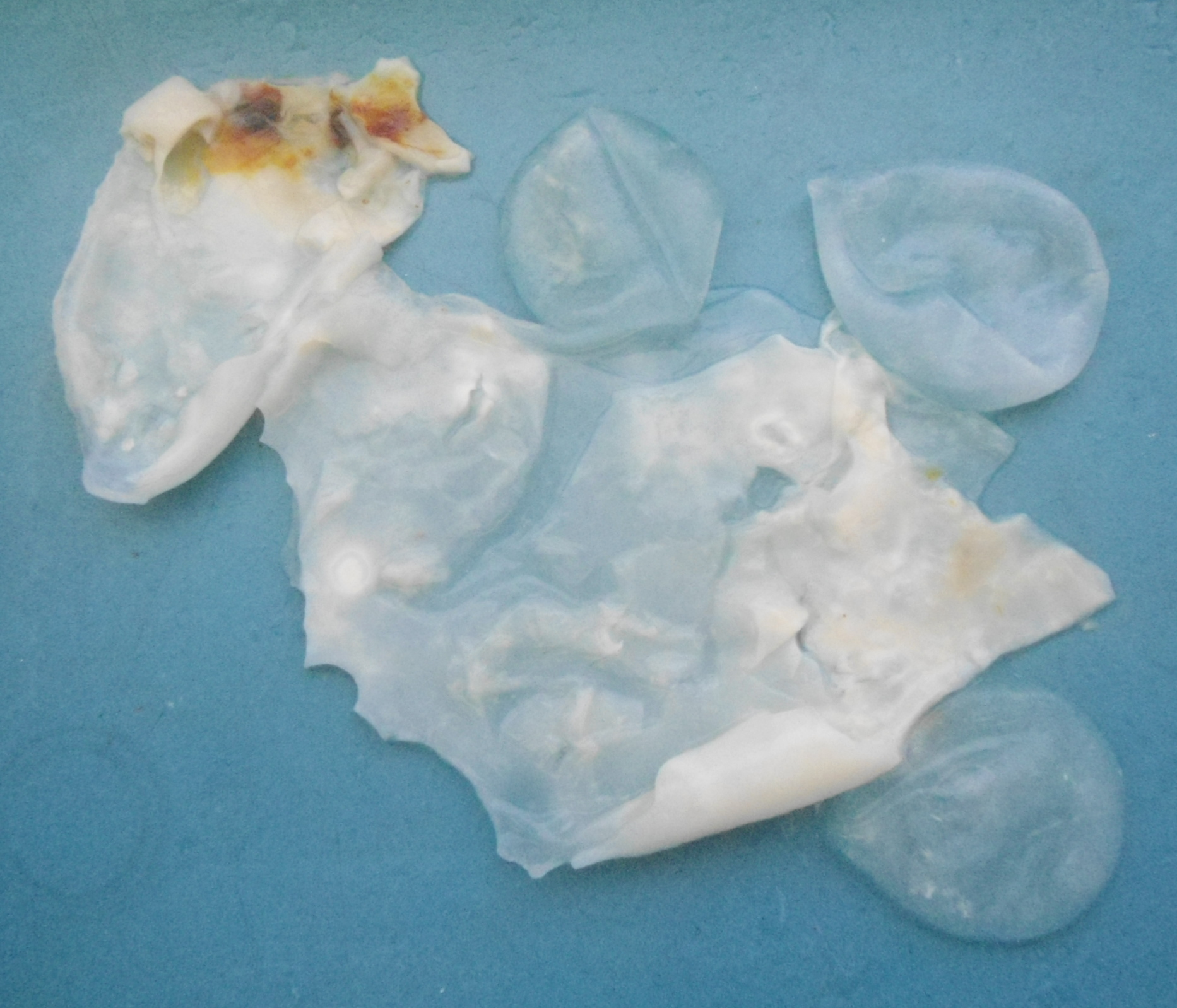
Quiste hidatídico abierto
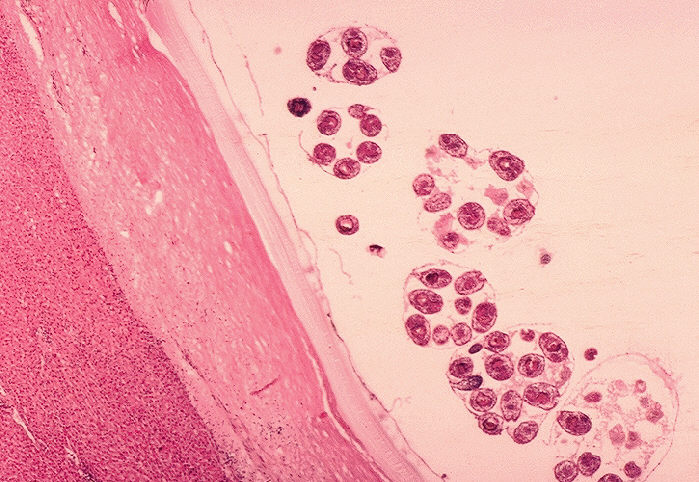
Histología (anatomía microscópica) del quiste de E. granulosus
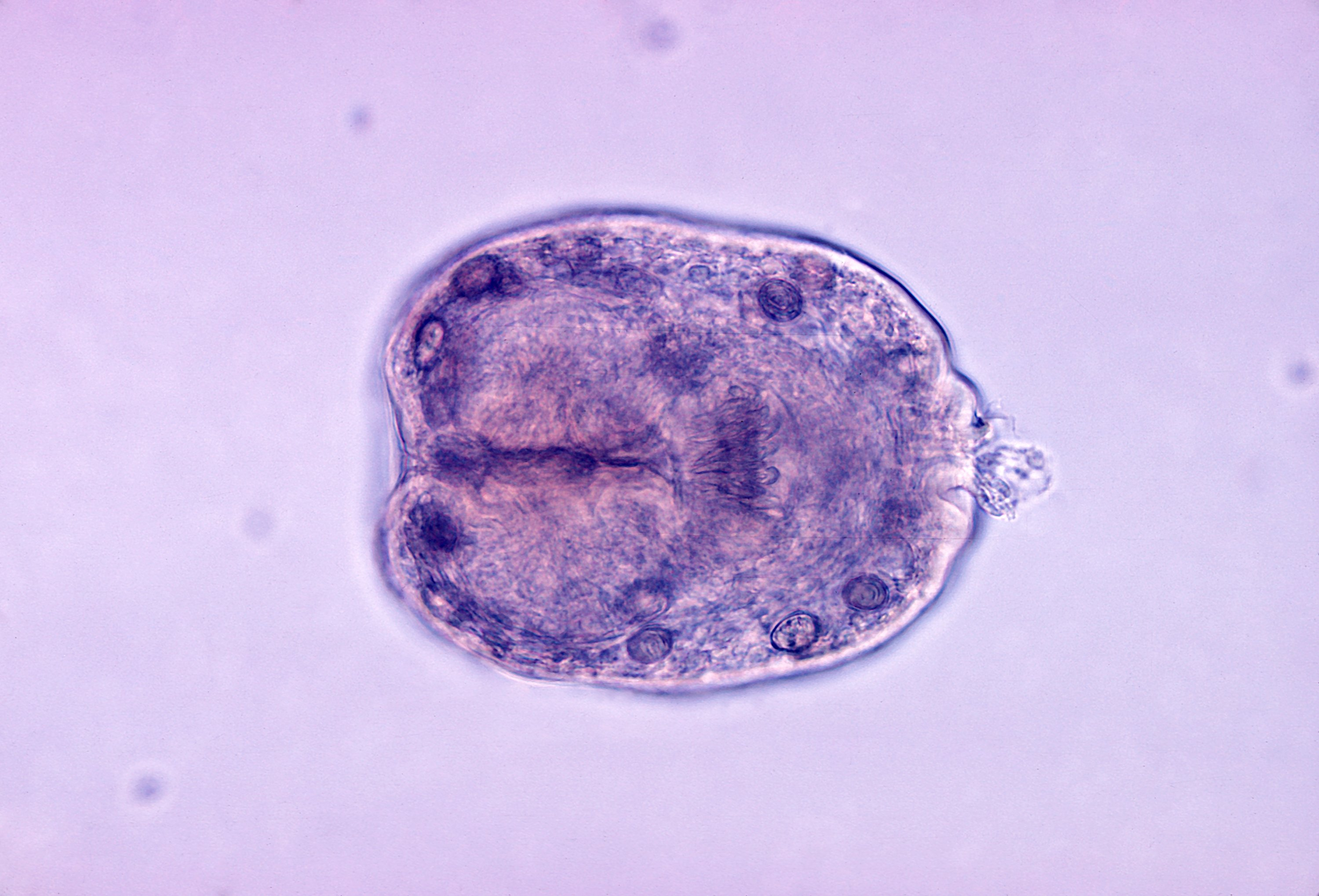
Escólex de E. granulosus
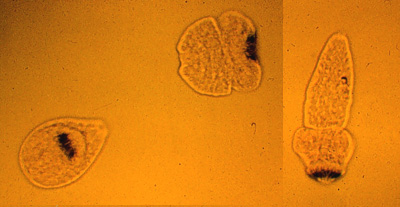
Larvas de E. granulosus
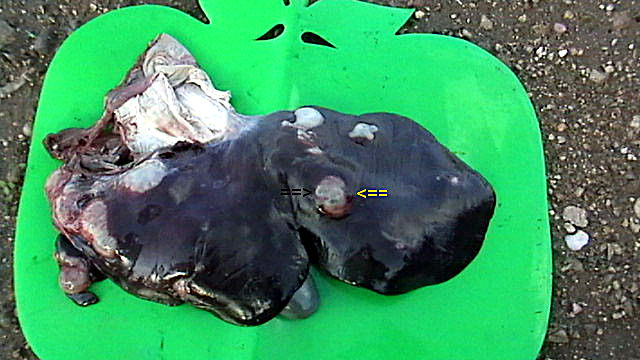
Quiste hidatídico en un hígado de cordero
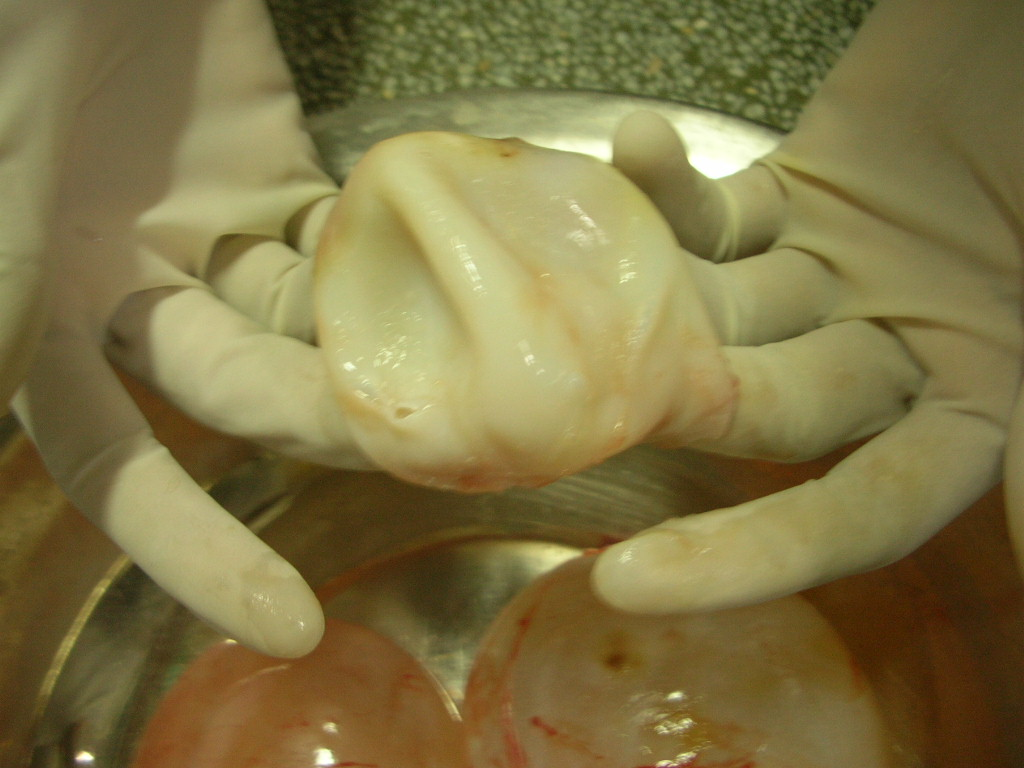
Apariencia de un quiste hidatídico al momento de su extirpación quirúrgica

## Clínica de la hidatidosis humana

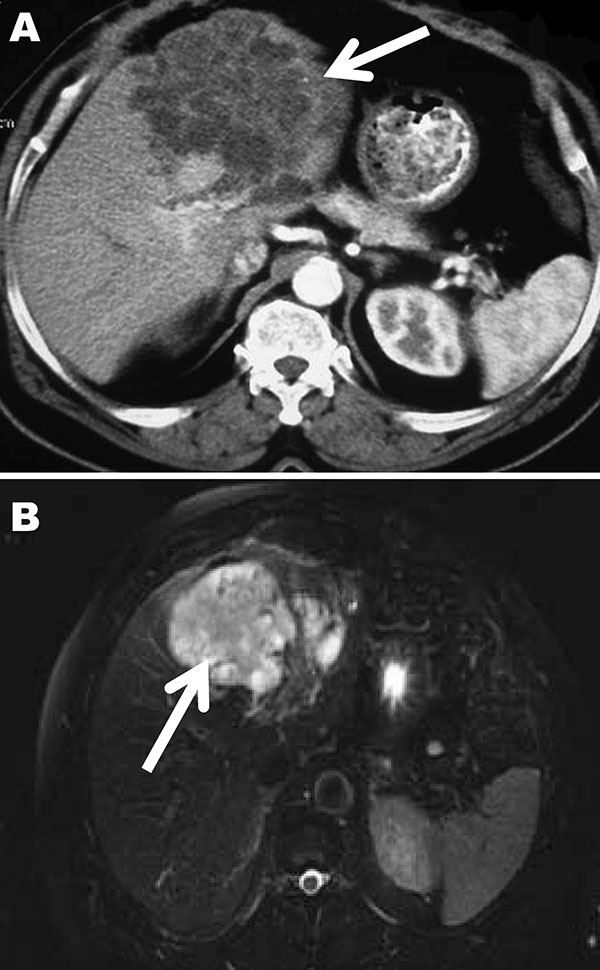
Tomografía computarizada (A) y resonancia magnética (B) del hígado de un varón de 72 años oriundo de Guayana Francesa con equinococosis poliquística interesando el lado izquierdo del hígado. Las flechas blancas indican la lesión hepática multiquística.

Es excepcional que se detecte una hidatidosis por un shock anafiláctico, aunque se puede relacionar a ciertas "alergias de etiología poco conocida" que se expresan en el análisis de sangre por un aumento de los leucocitos eosinófilos. Su incidencia es muy baja y por regla general los quistes hidatídicos cursan durante años asintomáticos y en muchas ocasiones son detectados por exploraciones rutinarias (chequeos) a modo de hallazgos radiológicos o ecográficos.
La hidátide o quiste observa un patrón de crecimiento "tumoral" lento, con años de evolución; crece aproximadamente 1 cm por año y puede alcanzar un diámetro de hasta 20 cm. Cuando se localiza en el hígado y obstruye las vías biliares provoca alteración de las enzimas hepáticas y aumento de la bilirrubina (ictericia), siendo en ocasiones necesaria la resección de una parte importante del hígado. En formas poco desarrolladas se detecta por ecografía de hipocondrio derecho.
Cuando se instala, los quistes pueden adquirir grandes tamaños e invadir parte de un hemitórax, provocando tos irritativa, hemoptisis, incluso tos y molestias de las vías respiratorias superiores, hasta la evacuación parcial de su contenido.
La hidatidosis encefálica se descarta en la actualidad con técnicas no invasivas ni agresivas como la resonancia magnética y la tomografía axial computarizada, dado que en su localización cerebral provoca convulsiones, alteraciones en los estados de conciencia y personalidad, dependiendo de la región afectada.
En los primeros estadios de la infestación, sea de humanos como de otros herbívoros, los quistes observan tamaños imposibles de ser detectados por técnicas radiológicas digitales, y para localizarlos se hace necesario recurrir a estudios de laboratorio: muestras analizadas al microscopio óptico, o estudios inmunitarios y serológicos específicos.

## Profilaxis

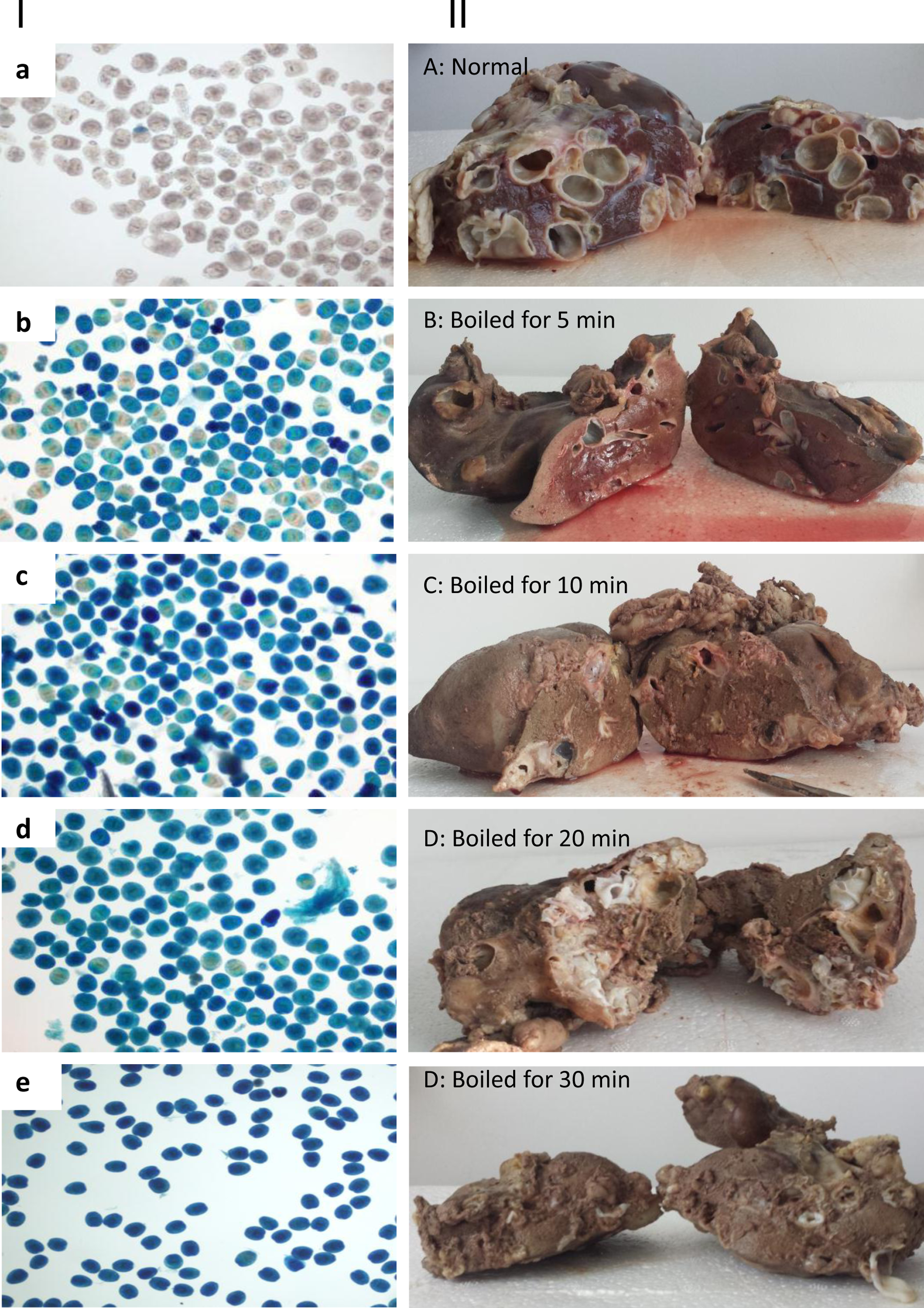
Hervir hígados de oveja con quistes hidatídicos durante 30 minutos mata las larvas del cestodo: un método sencillo de prevención en zonas remotas.

La prevención de la hidatidosis es relativamente sencilla para el caso de animales domésticos o seres humanos, para ello basta con tratar a los perros de zonas rurales, en especial los de los rebaños, con medicamentos antiparasitarios (praziquantel) y, en el caso de mascotas o humanos, controlar el estado de los alimentos y evitar la carne cruda. En cualquier caso, en estados poco avanzados de la enfermedad también puede recurrirse a medicamentos específicos para desparasitar al paciente. Cuando la enfermedad está avanzada hay que recurrir a una combinación de operaciones quirúrgicas y tratamiento médico. La supresión del perro pastor ha permitido la erradicación casi total de la hidatidosis en EE. UU. y Canadá.
Dentro de la profilaxis de la enfermedad, la educación sanitaria de la población, debe tener un papel destacado y debe constar de las siguientes fases: fase inicial, fase operativa y fase de mantenimiento.
- Fase inicial. En la fase inicial de un programa, el grupo objetivo es la población en general, pero hay que prestar especial atención a los niños y jóvenes en edad escolar. En esta fase deben explicarse los aspectos más importantes, destacando la descripción de la enfermedad y los peligros para el hombre, informando de las repercusiones económicas, de las fuentes de infestación y haciendo hincapié en la absoluta necesidad de cooperación para poner en práctica un programa de control.

- Fase operativa. Incluye los grupos con responsabilidad en la difusión de la enfermedad, como pastores, matarifes, carniceros, amas de casa y propietarios de perros. Para conseguir estos objetivos deben emplearse medios modernos de comunicación, a la vez que charlas, programas de radio y televisión y publicaciones en la prensa. En cualquier caso, junto con la descripción del agente etiológico, el ciclo biológico, la descripción de la enfermedad y las formas de contagio humano, hay que informar sobre la necesidad de separar los perros de los mataderos y de los peligros que supone dar vísceras crudas aparentemente sanas a los perros e incidir en algunas normas higiénicas elementales: lavar las verduras crudas antes de comerlas; lavarse las manos antes de comer; no jugar con perros desconocidos o perros no tratados, etc.

- Fase de mantenimiento. Las dos fases anteriores deben completarse con la información continuada sobre la hidatidosis en la fase de mantenimiento. Cualquier programa de lucha y control contra la hidatidosis debe tener previsto un sistema de vigilancia que sirva para analizar los resultados, mediante evaluaciones periódicas y para comprobar el cumplimiento de los objetivos propuestos. Posiblemente, el mejor indicador a largo plazo de una campaña de lucha es el control de la prevalencia de la infestación en los animales que son hospedadores definitivos (perros). Paralelamente a los estudios de prevalencia, conviene investigar la viabilidad y capacidad de infestación de los protoescolex, la fertilidad de los quistes hidatídicos, etc. Como medidas complementarias de control, tienen también importancia las tasas de infestación de los animales silvestres.

## Tratamiento
El manejo de la hidatidosis depende de la fase de la enfermedad. En los casos de equinococosis quística, el tratamiento con antiparasitarios como albendazol y/o mebendazol es útil sólo en  quistes pequeños (< 5 cm) sin complicaciones que desaparecen en un 30% de casos con este tratamiento.
La cirugía está indicada en los quistes hepáticos grandes (> 10 cm), con riesgo de ruptura y/o complicados; el abordaje laparoscópico está poco generalizado.
La técnica radical (quistoperiquistectomía total) es preferible dado el menor riesgo postoperatorio de infecciones abdominales, fístulas biliares y morbilidad global.
Las técnicas conservadoras son adecuadas en las áreas endémicas donde la cirugía la realizan cirujanos no especializados.
La PAIR (punción-aspiración-inoculación-reaspiración) es una técnica innovadora que representa una alternativa a la cirugía. Está indicada en los pacientes inoperables y/o que rechazan la cirugía, en caso de recidiva tras la cirugía y cuando hay ausencia de respuesta al tratamiento médico. En los casos en que se demuestran quistes quiescentes o inactivos no complicados, se puede realizar una vigilancia activa sin tratamiento.